# 980
| Calendário gregoriano                                                        | 980 CMLXXX                                           |
| Ab urbe condita                                                              | 1733                                                 |
| Calendário arménio                                                           | 429 – 430                                            |
| Calendário bahá'í                                                            | -864 – -863                                          |
| Calendário budista                                                           | 1524                                                 |
| Calendário chinês                                                            | 3676 – 3677 Início a 20 de janeiro (aproximadamente) |
| Calendário copta                                                             | 696 – 697                                            |
| Calendário etíope                                                            | 972 – 973                                            |
| Calendários hindus - Vikram Samvat - Calendário nacional indiano - Cáli Iuga | 1035 – 1036 901 – 902 4080 – 4081                    |
| Calendário Holoceno                                                          | 10980                                                |
| Calendário islâmico                                                          | 369 – 370                                            |
| Calendário judaico                                                           | 4740 – 4741                                          |
| Calendário persa                                                             | 358 – 359                                            |
| Calendário rúnico                                                            | 1230                                                 |
| Calendário solar tailandês                                                   | 1523                                                 |

980 (CMLXXX, na numeração romana) foi um ano bissexto do século X do Calendário Juliano, da Era de Cristo, teve  início a uma quinta-feira e terminou a uma sexta-feira e as suas letras dominicais foram D e C (53 semanas).
No território que viria a ser o reino de Portugal estava em vigor a Era de César que já contava 1018 anos.
| Ano completo                           |
| -------------------------------------- |
| Ano bissexto com início à quinta-feira |

## Nascimentos
- 23 de janeiro — Otão III, imperador do Sacro Império Romano-Germânico de 996 até à sua morte e rei da Alemanha de 983 até à sua morte  (m. 1002).
- 15 de julho — Ichijo, 66º imperador do Japão, que reinou de 986 até à sua morte  (m. 1011).
- Avicena, polímata persa, célebre principalmente pelas suas obras sobre medicina e filosofia  (m. 1037).
- Balduíno IV da Flandres, conde da Flandres de 987 até à sua morte  (m. 1035).
- Gerardo Sagredo (data provável), bispo, missionário na Hungria e santo  (m. 1046).
- Humberto I de Saboia, conde de Saboia  (m. 1042).
- Olavo, o Tesoureiro, primeiro rei da Suécia, de 995 até à sua morte  (m. c. 1022).
- Trastamiro Aboazar, 1º senhor da Maia.

## Mortes
- 15 de janeiro — Bertoldo de Schweinfurt, conde de Radenzgau, de Raab e de Volkfeld  (n. c. 915).
- ibn al Jazzar (data provável), médico e polímata da a Ifríquia (atual Tunísia), célebre principalmente pelo tratado de medicina traduzido no Ocidente como “Viático do viajante”  (n. 898).